# Siksjön, Jämtland
Siksjön är en sjö i Krokoms kommun i Jämtland och ingår i Indalsälvens huvudavrinningsområde. Sjön har en area på 0,179 kvadratkilometer och ligger 336 meter över havet. Sjön avvattnas av vattendraget Gåxsjönoret (Rångnoret).

## Delavrinningsområde
Siksjön ingår i det delavrinningsområde (707356-144988) som SMHI kallar för Utloppet av Siksjön. Medelhöjden är 382 meter över havet och ytan är 13,04 kvadratkilometer. Det finns inga avrinningsområden uppströms utan avrinningsområdet är högsta punkten. Gåxsjönoret (Rångnoret) som avvattnar avrinningsområdet har biflödesordning 3, vilket innebär att vattnet flödar genom totalt 3 vattendrag innan det når havet efter 239 kilometer. Avrinningsområdet består mestadels av skog (87 procent). Avrinningsområdet har 0,18 kvadratkilometer vattenytor vilket ger det en sjöprocent på 1,4 procent.